# Sarchí (kanton)
Sarchí, tot 2019 Valverde Vega, is een kanton in de Costa Ricaanse provincie Alajuala. Het kanton beslaat een oppervlakte van ongeveer 120 km² en heeft een bevolkingsaantal van 21.200 inwoners. Sarchí Norte is de hoofdplaats van de gemeente.
Het is onderverdeeld in vijf deelgemeenten (distrito): Sarchí Norte (de hoofdplaats), Rodríguez, San Pedro, Sarchí Sur, Toro Amarillo.

## Foto's

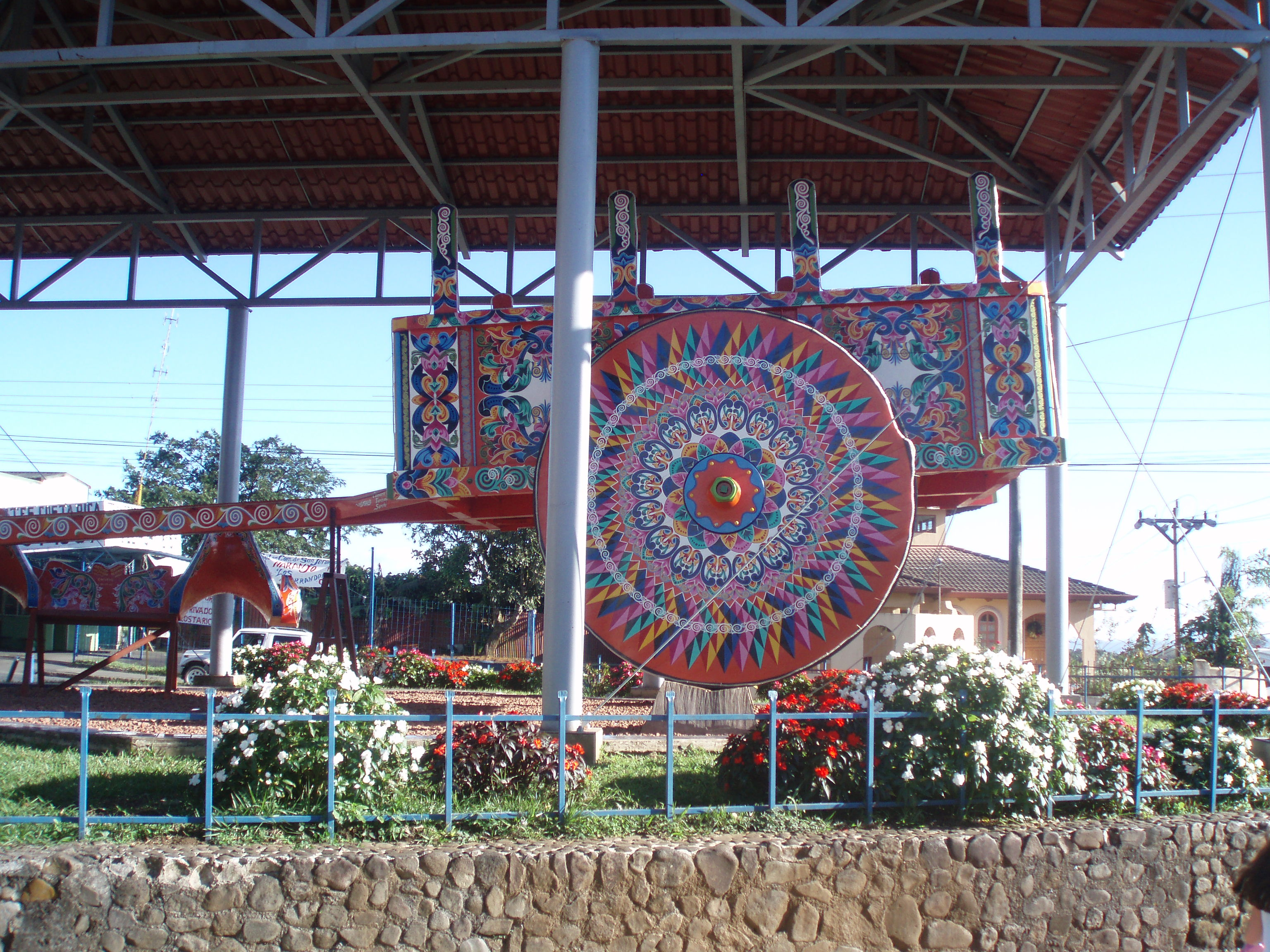
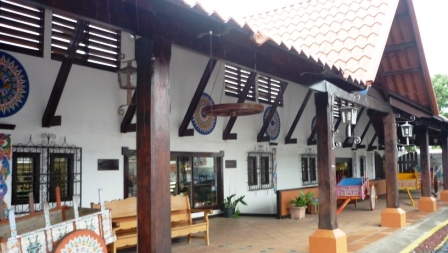
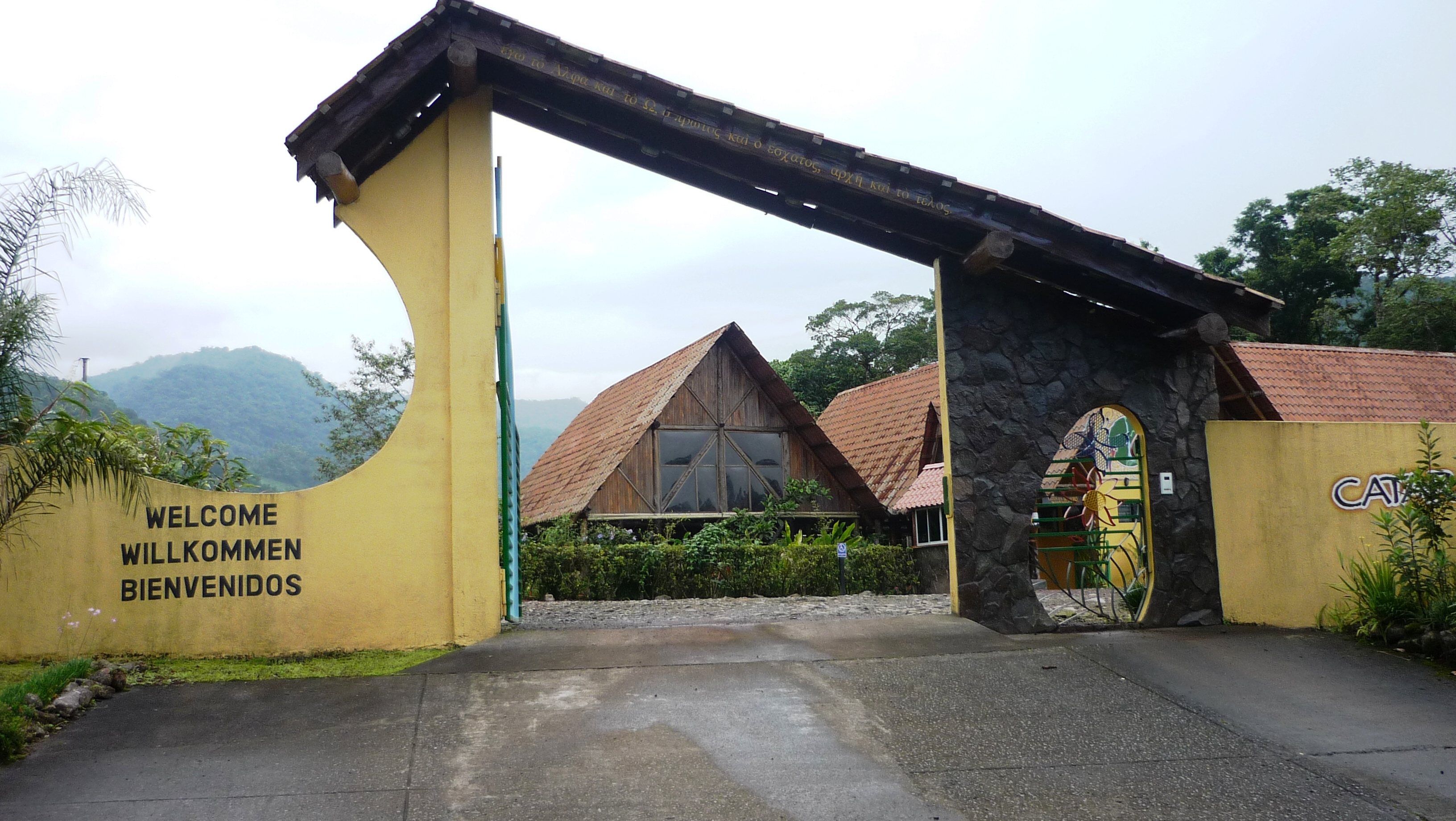